# Рулевой наконечник (велосипед)

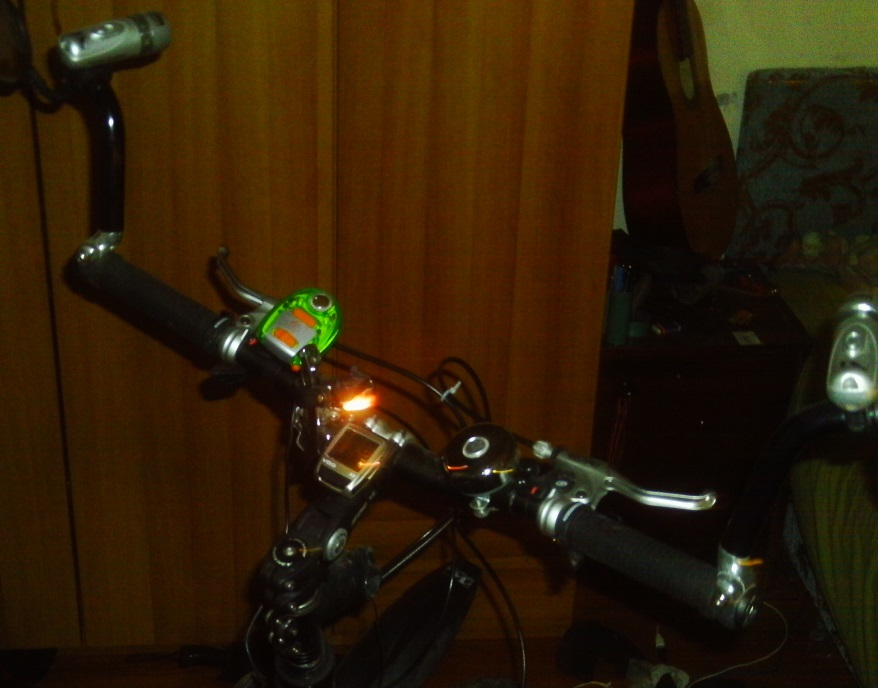
Руль горного велосипеда с рогами

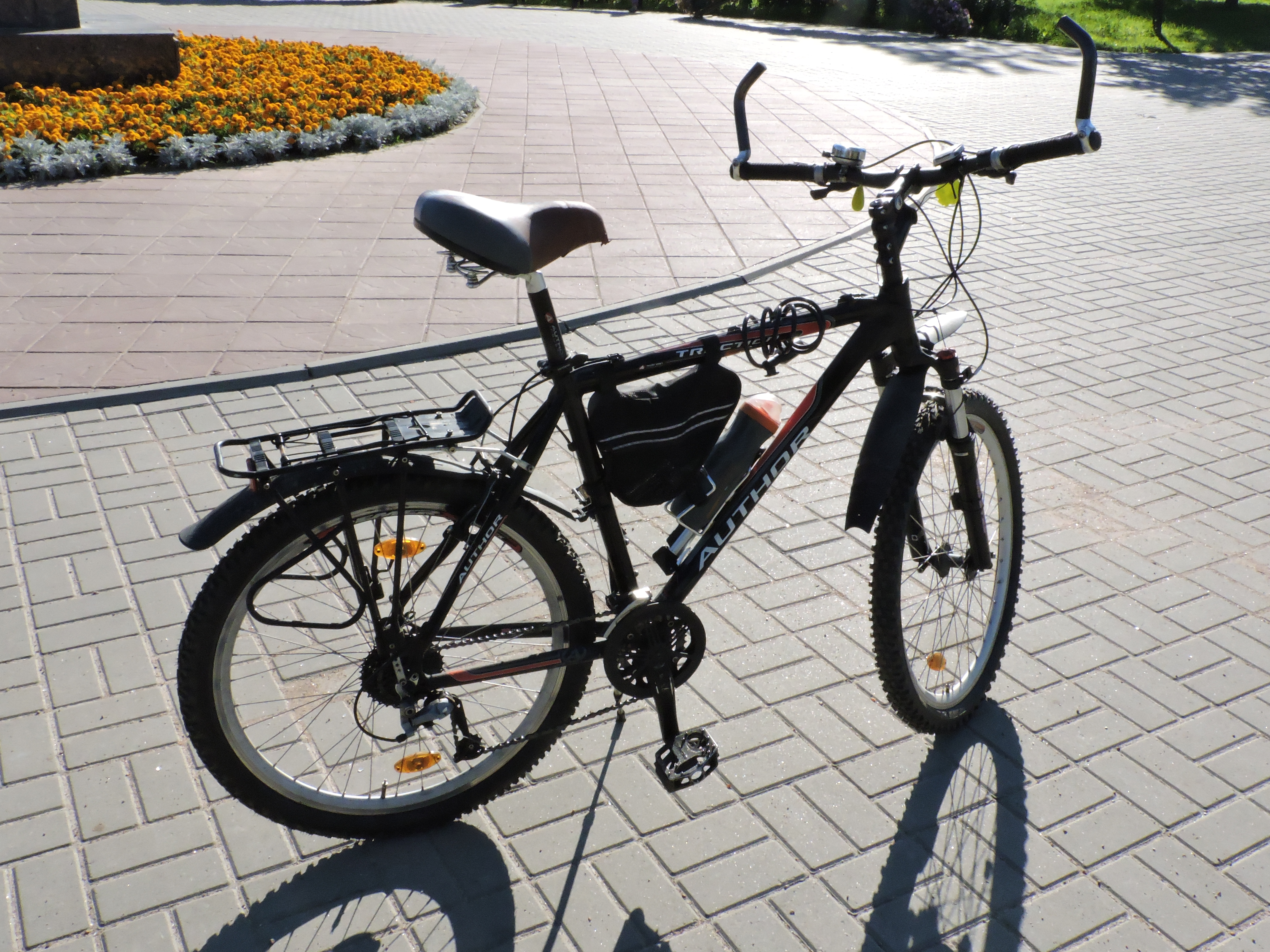
Горный велосипед с рогами на руле

Рулевые наконечники — (жарг. рога) парный велосипедный аксессуар, закрепляемый на концах руля.

## Классификация
Основной классификационный признак рулевых наконечников для велосипеда — это длина зоны хвата.
Различают короткие (примерно до 70 мм), средние (примерно от 70 до 120 мм) и длинные (свыше 120 мм). Длинные рулевые наконечники часто имеют один или несколько изгибов для обеспечения хвата в разных положениях.
Рулевые наконечники могут также классифицироваться по способу закрепления на руле:
- Хомутные — как следует из названия закрепляются на концах руля хомутовыми зажимами, являющимися конструктивным элементом самих наконечников.
- Вставные — как следует из названия закрепляются враспор внутри концевого участка трубчатого руля.

## Назначение
Рулевые наконечники выполняют несколько функций:
- ограничивают зону хвата грипс, что помогает предотвратить соскальзывание рук с руля (обычно короткие наконечники);
- предоставляют несколько способов хвата руля: посадка на современных велосипедах характеризуется повышенной нагрузкой на руки, поэтому становится необходимой периодическая смена способа хвата, что позволяет менять группы задействованных мышц (в основном длинные наконечники);
- облегчают подъём в гору за счет некоторого изменения способа посадки велосипедиста;
- защищают грипсы при падении велосипеда и при ремонте сопряжённом с  переворотом велосипеда;
- изменяют дизайн велосипеда.
- Правильно подобранные и установленные защищают от мелких препятствий

## Недостатки
- Значительно повышают вероятность нанесения телесных повреждений пешеходу с случае столкновения